# Kazutoshi Mori
Kazutoshi Mori (em japonês:  森 和俊, Mori Kazutoshi; Kurashiki, 7 de julho de 1958) é um biologista japonês.

## Condecorações selecionadas
- 2005 Prêmio Wiley de Ciências Biomédicas (com Peter Walter)[2]
- 2009 Prêmio Internacional da Fundação Gairdner (com Peter Walter)[3]
- 2010 Medalhas de Honra
- 2014 Prêmio Shaw (com Peter Walter)[4]
- 2014 Prêmio Albert Lasker de Pesquisa Médica Básica (com Peter Walter)